# Salar de Tara
Der Salar de Tara ist eine geomorphologische Salzpfanne in der Atacamawüste in Nord-Chile. Er liegt eingebettet in der Hoch-Puna, rund 120 km östlich von San Pedro de Atacama.
Der Salar ist die Senke eines 1814 km² großen, abflusslosen Wassereinzugsgebiets, das zu 54 % in Chile, 22 % in Bolivien und 24 % in Argentinien liegt. Der wichtigste Zufluss ist der Río Zalaperi, der aus Richtung Norden kommend erst durch Bolivien und Argentinien fließt. Der Fluss bringt 600 l/s Wasser von sehr guter Qualität. Ein Projekt dieses Wasser für Bewässerungszwecke in einem Kanal zu den Ayllus von San Pedro de Atacama zu führen wurde aus Kostengründen zurückgestellt.
Der 48 km² große Salar hat offene Wasserflächen mit einer variierenden Gesamtausdehnung von 17,3 bis 26,4 km². Zusammen mit dem 15 km entfernten Salar de Aguas Calientes I ist er als Ramsar-Schutzgebiet ausgewiesen. Die Attraktion der Feuchtgebiete sind zahlreiche Flamingos. Der Salar und seine durch Vulkanismus und Erosion geformte Umgebung ziehen jedes Jahr mehrere tausend Touristen an.